# Лесиця (Свентокшиське воєводство)
Лесиця (пол. Lesica) — село в Польщі, у гміні Пекошув Келецького повіту Свентокшиського воєводства.
Населення — 908 осіб (2011).
У 1975-1998 роках село належало до Келецького воєводства.

## Демографія
Демографічна структура на день 31 березня 2011 року:
|          | Загалом | Допрацездатний вік | Працездатний вік | Постпрацездатний вік |
| -------- | ------- | ------------------ | ---------------- | -------------------- |
| Чоловіки | 447     | 91                 | 329              | 27                   |
| Жінки    | 461     | 113                | 276              | 72                   |
| Разом    | 908     | 204                | 605              | 99                   |